# Barranc de Casa Aparici
El Barranc de Casa Aparici, o del Mas d'Aparici, és un barranc de l'antic terme de Sapeira, actualment inclòs en el terme municipal de Tremp, al Pallars Jussà. És afluent de la Noguera Ribagorçana.
Es forma al costat de ponent de lo Tossalet d'Espills, a 1.020 metres d'altitud i davalla capa ponent, fent fortes ziga-zagues, fins a abocar-se en la Noguera Ribagorçana al nord del Mas d'Arturo.